# 中国开封菊花文化节
中国开封菊花文化节是由中华人民共和国住房和城乡建设部和河南省人民政府于每年10月在河南省开封市主办的以开封市花菊花为主题的文化旅游节会。承办方是中国风景园林学会、河南省住建厅和开封市人民政府。

## 历史
该文化节的前身是创办于1983年的中国开封菊花花会。

## 吉祥物
- 菊娃（左）、菊妮（右）